# Litsea auricolor
Litsea auricolor är en lagerväxtart som beskrevs av André Joseph Guillaume Henri Kostermans. Litsea auricolor ingår i släktet Litsea och familjen lagerväxter. Inga underarter finns listade i Catalogue of Life.